# Contea di Murray (Georgia)
La contea di Murray (in inglese Murray County) è una contea dello Stato della Georgia, negli Stati Uniti. La popolazione al censimento del 2000 era di 36 506 abitanti. Il capoluogo di contea è Chatsworth.